# الراشدية (دبي)

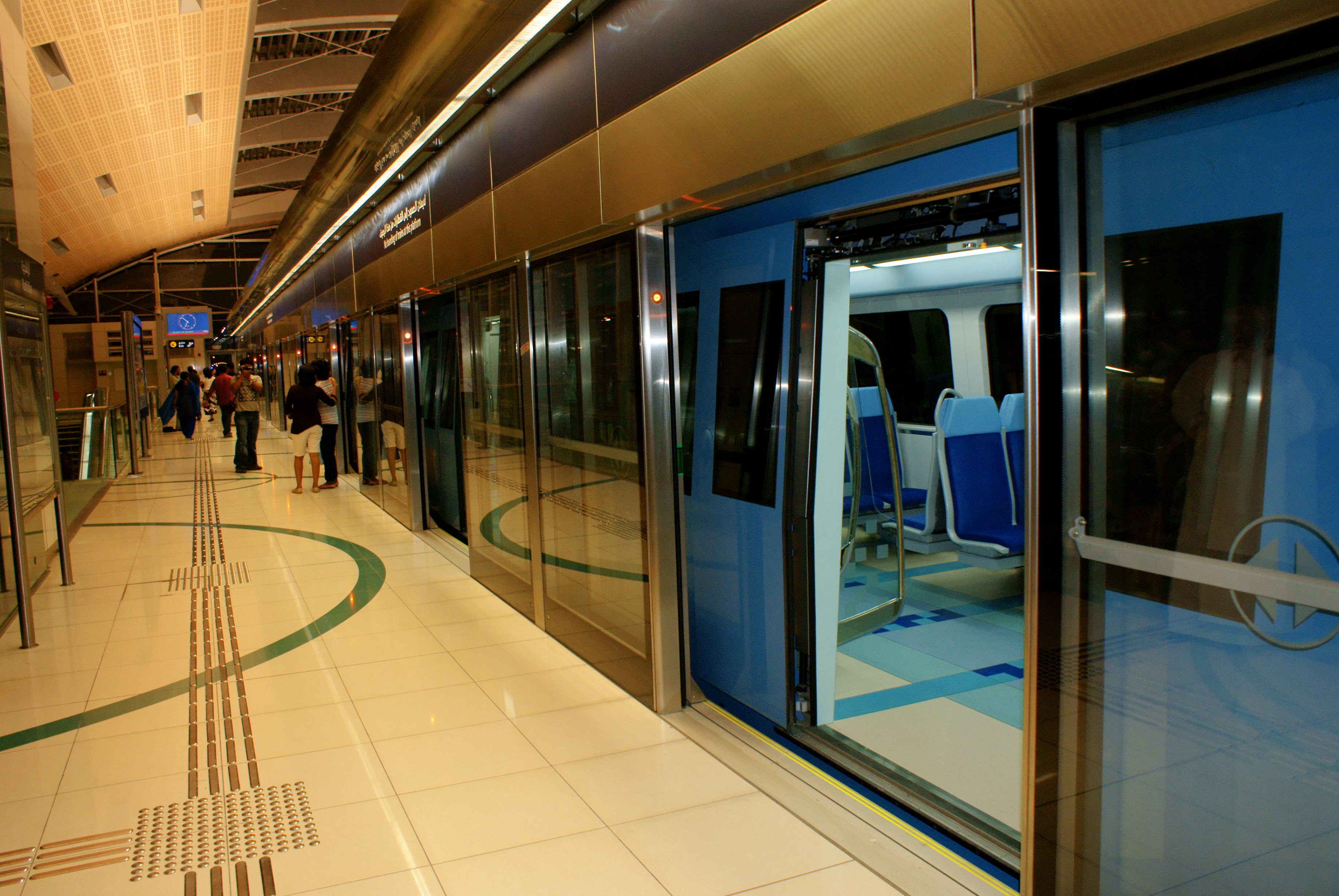
الراشدية بها إحدى محطات مترو دبي.

الراشدية هي منطقة تقع في مدينة دبي في الإمارات العربية المتحدة. بلغ عدد سكان الراشدية (39,107) نسمة في العام 2023 بكثافة سكانية تعادل (8,078) فرد/كم² بحسب بيانات مركز دبي للإحصاء. سميت بهذا الاسم نسبة للشيخ راشد بن سعيد آل مكتوم، الذي أعاد بناءها وترميمها. تجاور الراشديةَ منطقةُ ند الحمر من الجنوب، ومردف من الشرق، ومطار دبي الدولي من الشمال، ومنطقة أم رمول من الغرب.
يوجد بها أكبر مسجد في دبي، وهو مسجد الراشدية الكبير، وفيها المحطة الأولى التي ينطلق منها مترو دبي عبر مدينة دبي، والتي تحوي أكبر مرآب للسيارات بين محطات المترو. وفيها أيضًا مركز للشرطة ومركز صحي اتحادي ومركز صحي محلي ومركزٌ للدفاع المدني، بالإضافة إلى مكتبة الراشدية العامة،  ويوجد بها المقر الرئيسي لجمعية الهلال الأحمر بدبي، كما يوجد فيها حديقةُ ند شــما وخزان كبير للمياه موجود في هذه الحديقة تحديدًا، وتواجد أحد أكبر حدائق دبي. وتنتشر في المنطقة الفلل المستقلة والمنازل المستقلة. كان نفق مطار دبي، الذي يربط جزء منه بين الراشدية والقصيص، أطول نفق في الشرق الأوسط عندما تم بناؤه. يبلغ طول النفق 1.6 كيلومتر (0.99 ميل) ويكلف 1.6 مليون درهم. 686 مليون (190 مليون دولار أمريكي).